# يوشيكي ساتو
يوشيكي ساتو (باليابانية: 佐藤 喜生) (مواليد 6 نوفمبر 1997) هو لاعب كرة قدم ياباني.

## وصلات خارجية
- يوشيكي ساتو على موقع رابطة كرة القدم اليابانية للمحترفين (اليابانية)
- يوشيكي ساتو على موقع قاعدة بيانات كرة القدم.إي يو (الإنجليزية)
- يوشيكي ساتو على موقع Soccerway.com (الإنجليزية)
- يوشيكي ساتو على موقع عالم كرة القدم.نت (الإنجليزية)